# Joachim Yhombi-Opango
Joachim Yhombi-Opango (ur. 12 stycznia 1939 w Fort-Rousset, zm. 30 marca 2020 w Neuilly-sur-Seine) – kongijski generał i polityk, prezydent Konga w latach 1977–1979, następnie premier w latach 1993–1996. Po powrocie z wygnania, na którym przebywał w latach 1997–2007, pełnił funkcję przewodniczącego partii Zgromadzenie na rzecz Demokracji i Rozwoju (RDD).

## Życiorys
Joachim Yhombi-Opango urodził się w Fort-Rousset (dzisiejsze Owando), leżącej w północnej części Konga.
Za rządów prezydenta Mariena Ngouabi, Yhombi-Opango był szefem sztabu armii (w randze majora). Został zawieszony 30 lipca 1970, jednak po jego uniewinnieniu za zarzucane mu czyny, powrócono go na stanowisko. W czasach systemu jednopartyjnego, był członkiem rządzącej Kongijskiej Partii Pracy (PCT). Prezentował prawicowe poglądy, w wyniku czego lewicowe elementy PCT ogłosiły w radiu narodowym 22 lutego 1972, iż Yhombi-Opango próbował przejąć władzę przez zamach stanu, w wyniku którego miało dojść do aresztowania lewicowych polityków PCT. Wydarzenia te jednak nie wpłynęły na karierę Yhombi-Opango, a przyczyniły się do powołania go członkiem Komitetu Centralnego jeszcze w 1972 roku. Yhombi-Opango został później członkiem Biura Politycznego PCT i został awansowany na stopień pułkownika w styczniu 1973. Pełnił też funkcję Sekretarza Generalnego Rady Państwa.
Po zabójstwie prezydenta Ngouabi w marcu 1977 roku, Yhombi-Opango został głową państwa. Pełnił urząd przez niespełna dwa lata, do czasu kiedy został zmuszony do rezygnacji w lutym 1979.
Kolejny prezydent Denis Sassou-Nguesso oskarżył Yhombi-Opango o próbę stworzenia prawicowej frakcji PCT, w wyniku czego został objęty aresztem domowym. Oprócz tego wydalono go z partii, a także skonfiskowano jego majątek oraz 20 października 1979 został zdegradowany na ze stopnia generała. Sassou-Nguesso, który uzyskał reelekcję 10 listopada 1984 roku, zgodził się na uchylenie aresztu domowego wobec Yhombi-Opango, powołując się na interes narodowej jedności i pokoju.
W lipcu 1987 roku 20 oficerów zostało aresztowanych za rzekome spiskowanie zamachu stanu. Komisja badająca sprawę zajęła się także Yhombi-Opango i kapitanem Pierre Anga. W związku ze sprawą Yhombi-Opanga dostał we wrześniu 1987 nakaz aresztowania. 14 sierpnia 1990 Denis Sassou-Nguesso ogłosił amnestię dla wszystkich więźniów politycznych z okazji 30. rocznicy niepodległości Konga. Delegaci z Narodowej Konferencji obradującej od lutego do czerwca 1991, oskarżyli zarówno Joachima Yhombi-Opango, jak i Denisa Sassou-Nguesso o współudział w morderstwie Mariena Ngouabi.
Po zalegalizowaniu pluralizmu partyjnego w 1990 roku, Yhombi-Opango założył partię Zgromadzenie na rzecz Demokracji i Rozwoju (RDD), której jako lider wystartował w wyborach prezydenckich w 1992. Yhombi-Opango zanotował w nich szóste miejsce uzyskując 3,40% głosów. W rodzinnym Kuweta pokonał go tylko Sassou-Nguesso, który w wyborach był trzeci (pierwsze demokratyczne wybory wygrał bowiem Pascal Lissouba, pokonując Bernarda Kolélasa). Yhombi-Opang po wyborach sprzymierzył się z partią prezydenta Lissouby Panafrykańskim Związkiem na rzecz Demokracji Społecznej (UPADS).
Po wyborach parlamentarnych z maja 1993 roku, Pascal Lissouba mianował Yhombi-Opangę 23 czerwca 1993 na stanowisko premiera. Opozycja zakwestionowała wyniki wyborów w wyniku czego w styczniu 1994 doszło nawet do konfrontacji militarnej z opozycją, którą tworzyli Bernard Kolélas (MCDDI) i Denis Sassou-Nguesso (PCT). Opozycja utworzyła koalicję Unii na rzecz Odnowy Demokratycznej. W tym czasie w zamieszkach, które dotknęły Kongo śmierć poniosło 2000 osób.
Yhombi-Opango, mimo politycznego pojednania się Kolélasa z Lissoubą podał się do dymisji 13 stycznia 1995. Lissouba, który wówczas miał problem w procesie powołania nowego rządu, namówił Opangę do pozostania na stanowisku i współpracę z przebudowanym rządem, w skład którego znalazło się czterech członków URD. Do zatwierdzeniu nowego rządu przez Opangę doszło 23 stycznia 1995.
Podczas jego rządów kilku członków UPADS z grupy etnicznej Téke zażądało rezygnacji Yhombi-Opango, gdyż chcieli mieć na tym stanowisku swojego przedstawiciela, wykorzystując zarazem słabą pozycję premiera. W związku z tym Yhombi-Opango podał się do dymisji 23 sierpnia 1996. Prezydent Lissouba powołał wówczas Charlesa Davida Ganao na stanowisko premiera.
W czasie wojny domowej w Kongu, którą rozpoczął Denis Sassou-Nguesso, pozostający przez pięć lat w opozycji, Yhombi-Opango stanął po stronie obalonego w październiku 1997, prezydenta Lissouby. Przed rozpoczęciem działań wojennych, Sassou-Nguesso spotkał się z Yhombi-Opangą w maju 1997 w Owando, by poparł działania generała na rzecz obalenia prezydenta Lissouby. Po objęciu rządów przez generała Sassou-Nguesso, Yhombi-Opango zmuszony był do emigracji. Udał się do Wybrzeża Kości Słoniowej, następnie do Francji. Wraz z przebywającym na emigracji Lissoubą i Kolélasem, wezwał do bojkotu referendum konstytucyjnego z 2002 roku.
W grudniu 2001 Yhombi-Opango został zaocznie skazany na 20 lat ciężkich robót za sprzeniewierzenie. Ponadto w tym samym procesie skazani zostali Pascal Lissouba (jego wyrok to 30 lat ciężkich robót) i trzech innych członków rządu (były premier Claude Antoine Dacosta, były minister finansów Guila Mougounga Nkombo oraz były minister ds. ropy naftowej Benoit Koukebene). Oprócz tego na karę dla Lissouby i Yhombi-Opango składały się malwersacje i korupcja, popularne za ich rządów. W 1993 roku rząd sprzedał kompanii Occidental Petroleum ropę za 150 dolarów, a część kwoty miała być ulokowana a prywatne konta bankowe w Belgii. Resztę podobno wykorzystano przy organizacji kampanii wyborczej. Ekipa rządząca Lissomba-Opanga ponadto miała sprzeniewierzyć fundusze publiczne.
Przebywający nadal na emigracji Yhombi-Opango w 2005 zwrócił się do kierownictwa RDD Brazzaville by ci nastawili się na sojusz z partią PCT i prezydentem Sassou-Nguesso, jednakże Saturnin Okabé, który kierował partię podczas nieobecności Yhombi-Opango w Kongu, odmówił.
Amnestia dla Yhombi-Opangi została zatwierdzona przez Radę Ministrów 18 maja 2007, w wyniku czego swobodnie powrócił do Konga 10 sierpnia 2007, a w Brazzaville powitały go tłumy zwolenników. Na posiedzeniu partii RDD 8 września 2007 podsumował działalność kierownictwa partii pod jego nieobecnością. Yhombi-Opango ogłosił wówczas zreorganizowanie partii, której przewodniczącym był aż do śmierci.
Zmarł 30 marca 2020 w szpitalu w Neuilly-sur-Seine pod Paryżem na skutek choroby COVID-19. Jego rodzina poinformowała, że był chory przed zakażeniem wirusem.